# 桑給巴爾彎線䲁
桑給巴爾彎線䲁（學名：Helcogramma alkamr），為輻鰭魚綱䲁形目三鰭䲁科彎線䲁屬的一個種，是由Jeffery T. Williams和Jeffrey C. Howe於2003年所描述，分布於西印度洋區，從桑給巴爾到羅德里格斯，北至塞席爾群島海域，深度0至20公尺，本魚體型小呈圓柱狀，吻部短，側面鈍，上頜向後延伸至眼前緣下方，上下頜齒細而密，側鱗總數36-39，有孔鱗列19-25，雄魚整體呈棕色，有紅棕色的縱帶延伸至中線，沿中線有深褐色斑點和較小的藍白色斑點。雌性頭部為白色，有褐色斑點，背鰭硬棘11-17枚、背鰭軟條10-11枚、臀鰭硬棘1枚、臀鰭軟條19-20枚，體長可達3.2公分，棲息在沙石混合的珊瑚礁或岩礁區，以藻類為食，雌魚產附著性卵在藻類築的巢，雄魚會守護卵，幼魚為浮游性，生活習性不明。